# Ärztekammer Bremen
Die Ärztekammer Bremen ist die Ärztekammer für das Bundesland Bremen. Sie ist eine Körperschaft des öffentlichen Rechts mit Sitz in Bremen. In Bremerhaven besteht eine Bezirksstelle der Ärztekammer Bremen.

## Organisation
Die Ärztekammer Bremen besteht aus zwei Organen:
- Delegiertenversammlung (30 Mitglieder)
- Vorstand (Präsidentin, 1 Vizepräsidentin, 3 Beisitzer)

## Aufgaben
Die Aufgaben ergeben sich aus dem Bremischem Heilberufsgesetz: Zu ihnen zählen insbesondere:
- Wahrung der beruflichen Belange der Kammerangehörigen
- Berufsaufsicht
- Förderung der Fortbildung
- Mitwirkung an der Aus- und Fortbildung von sonstigen in der Gesundheitsversorgung Tätigen
- Qualitätssicherung der Berufsausübung der Kammerangehörigen
- Weiterbildung und Führung eines Weiterbildungsregisters
- Hinwirken auf ein gedeihliches Verhältnis der Kammerangehörigen
- Streitschlichtung
- Ausgabe von elektronischen Heilberufsausweisen
- Ausstellung von Europäischen Berufsausweisen
- Vornahme von Warnmeldungen im EU-Bereich über das Binnenmarkt-Informationssystem (IMI)
- Unterstützung des öffentlichen Gesundheitsdienstes
- Abgabe von Stellungnahmen zu Gesetz- und Verordnungsentwürfen

## Geschichte

### Vorläufer
Die Ärztekammer Bremen geht zurück unter anderem auf den am 17. Januar 1832 gegründeten privaten Ärztlichen Verein zu Bremen. Dessen Vorstand gehörte 1931 u. a. Professor Friedrich Kirstein an, der die Bremer Ortsgruppe der Gesellschaft für Rassenhygiene mit begründet hatte, wie er im Bremer Ärzteblatt am 1. September 1932 berichtet. Der Ärztliche Verein war gegen die Einrichtung einer öffentlich-rechtlichen Ärztekammer, weil man keine obrigkeitliche Einmischung wollte.

### Die Ärztekammer von 1933 bis 1945

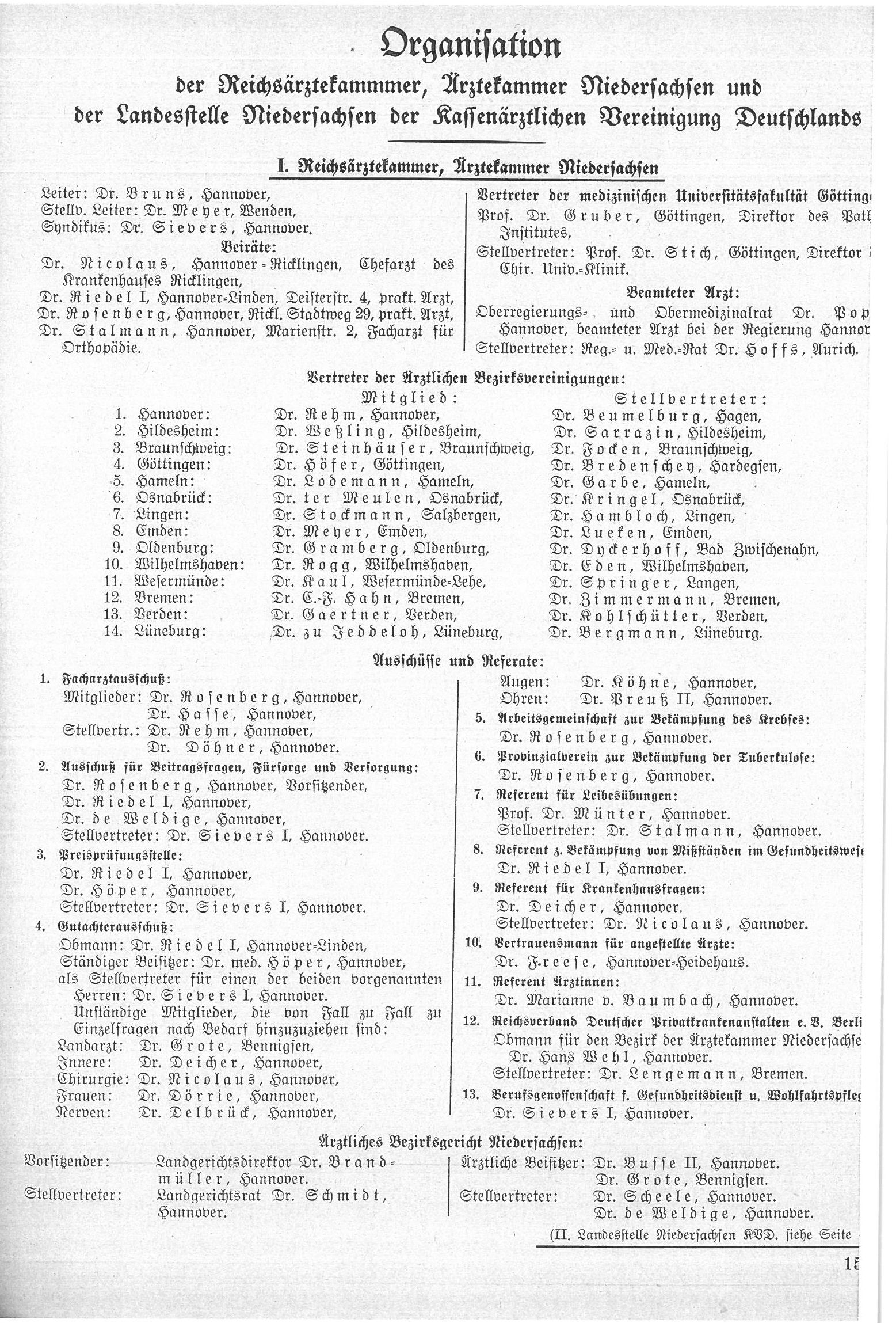
Organigramm der Ärztekammer Niedersachsen 1940. Ärzteblatt für Niedersachsen 1940, Heft 14, S.157

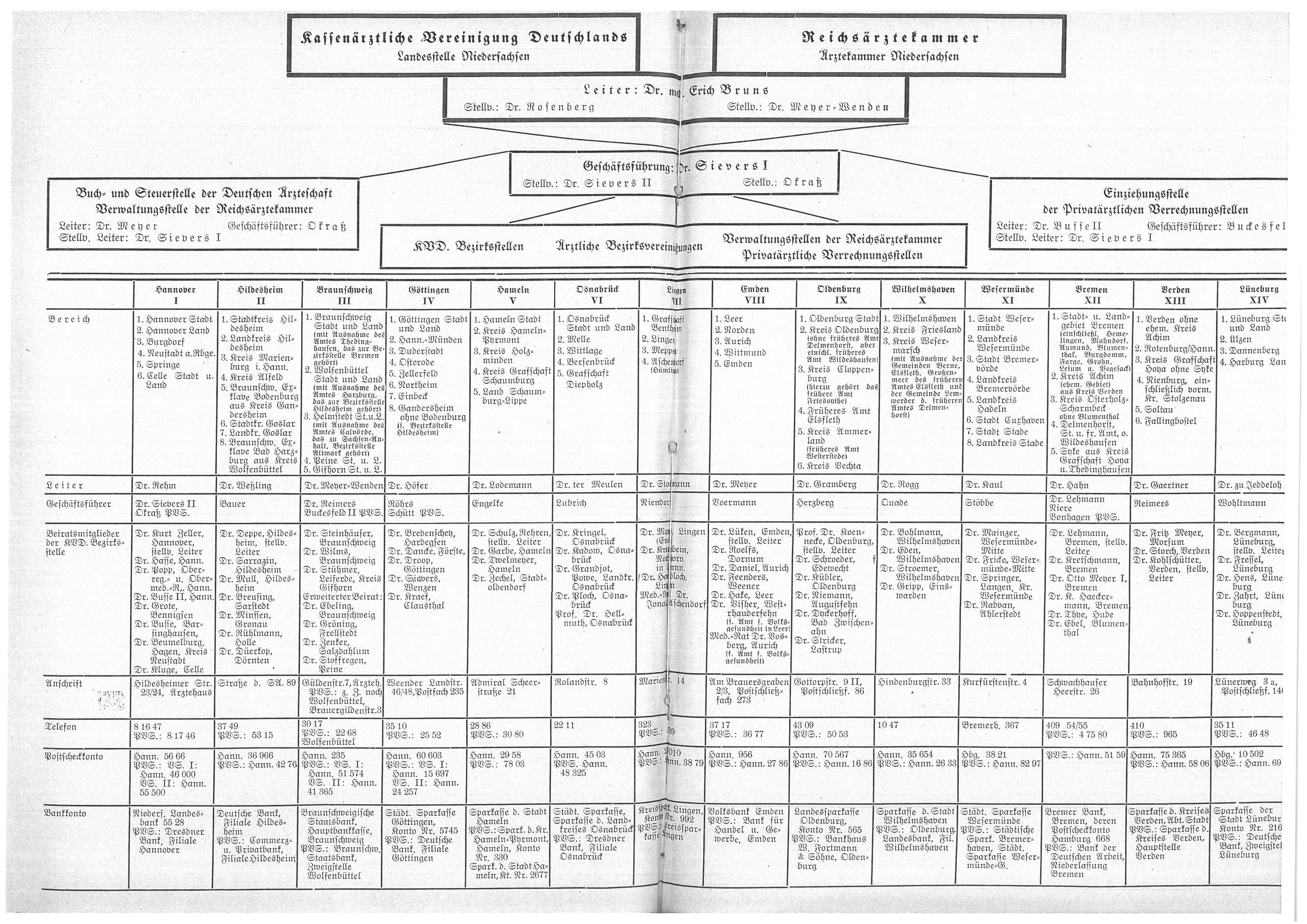
Ärztekammer Niedersachsen 1940, Struktur und Zusammensetzung. Ärzteblatt für Niedersachsen 1940, Heft 14, S.158/159.

Eine Ärztekammer in Bremen existierte erstmals von 1934 bis 1945 als Reichsärztekammer Ärztliche Bezirksvereinigung Bremen und war eine Einrichtung des NS-Regimes. In Bremen war ihr erster und langjähriger Leiter der Chirurg Karl-Heinrich Schubert (NSDAP) – Praxis Am Wall 149 und 1919–1939 Chirurg an der Evangelischen Diakonissenanstalt in Bremen 15. Er war der Chef des Nationalsozialistischen Deutschen Ärztebundes (NSDÄB), in Bremen 1928/29 vom Allgemeinarzt Erich Ertl, Praxis Am Dobben 51, gegründet.
Nach dem Machtantritt des NS-Regimes leitete Schubert das NSDAP-Amt für Volksgesundheit in der Schwachhauser Heerstr.26 – auf ihn folgte in dieser Funktion 1940 bis 1945 Carl-Friedrich Hahn (NSDAP Mitgl.Nr.885566, bis 1938 Direktor der Hautklinik der Krankenanstalten St. Jürgenstraße.) Der sogenannte Reichsärzteführer Gerhard Wagner (NSDAP) setzte Schubert 1933 als Kommissar für den Ärztlichen Verein zu Bremen ein, der sich alsdann am 31. Januar 1935 auflöste.
Schubert formierte 1934 die Ärztliche Bezirksvereinigung Bremen und wurde vom Reichsärzteführer zu deren Chef ernannt. Ihren Sitz hatte die Ärztliche Bezirksvereinigung Bremen bis 1941 unter einem Dach mit dem NSDAP-Amt für Volksgesundheit in der Schwachhauser Heerstr. 26; dann wurde sie ausgebombt und zog um in die Kohlhökerstr. 28. Die Ärztliche Bezirksvereinigung Bremen, zu der auch die Vereinigungen der Zahnärzte und Dentisten, der regionale Ableger der Kassenärztlichen Vereinigung Deutschlands, die Buchführungs- und Steuerstelle der Ärzte sowie eine Gutachtenstelle für Schwangerschaftsunterbrechungen gehörten, wurde der Reichsärztekammer-Ärztekammer Niedersachsen unterstellt. Zur Reichsärztekammer-Ärztekammer Niedersachsen gehörten 14 derartige Ärztliche Bezirksvereinigungen (Nr. 1= Hannover, Nr.2=Hildesheim, Nr.3=Braunschweig, Nr.4=Göttingen, Nr.5=Hameln, Nr.6=Osnabrück, Nr.7=Lingen, Nr.8=Emden, Nr.9=Oldenburg, Nr.10=Wilhelmshaven, Nr.11=Wesermünde, Nr.12=Bremen, Nr.13=Verden, Nr.14=Lüneburg), siehe Abbildungen.
Zur Ärztlichen Bezirksvereinigung Bremen gehörten 1940 Stadt und Landgebiet Bremen, sowie die damals preußischen Kreise Achim und Osterholz-Scharmbeck, Delmenhorst, Syke und Thedinghausen.
Auf Karl Schubert als Leiter der Reichsärztekammer Ärztliche Bezirksvereinigung Bremen folgte 1940 Carl-Friedrich Hahn, und von 1943 bis 1945 Emil Zimmermann senior. Ärztlicher Geschäftsführer war bis 1945 der Allgemeinarzt Alexander Lehmann, Praxis Schwachhauser Heerstr. 9, kaufmännischer Geschäftsführer war Hermann Niere.
Schubert, vom Kinderarzt Professor Rudolf Hess als „Ärztetyrann von Bremen“ bezeichnet, betrieb aktiv die Vertreibung und Ruinierung der jüdischen Ärzte. So versandte er am 20. August 1935 ein Rundschreiben, in dem es u. a. hieß: „Wenn ich heute an die gesamte deutsche Volksgemeinschaft Bremens und seiner Umgebung die Aufforderung ergehen lasse: 'Der jüdische Arzt nur für Juden, aber nie für die deutschen Volksgenossen!' so tue ich das aus dem einzigen Wunsche heraus, die Volksgenossen vor Schaden zu behüten, der ihnen und der Volksgemeinschaft zugefügt wird, wenn sie mit ihrer Gesundheitspflege einen Arzt betrauen, der nicht ihren Blutes und damit bar jeden völkischen Willens ist.“ Am 3. November 1935 veröffentlichte er eine Liste mit den Namen der jüdischen und jüdisch verheirateten Ärzte, Zahnärzte und Dentisten in Bremen und behauptete :„Wer beim Juden kauft, sich vom jüdischen Rechtsanwalt betreuen und vom jüdischen Arzt behandeln lässt, ist ein Verräter an Volk und Vaterland.“
Am 1. April 1938 gab Schubert ein „Bremer Ärzteverzeichnis“ heraus, in welchem 236 Kassenärzte und 85 Privatärzte sowie 74 Klinik- und Amtsärzte verzeichnet waren; die 7 jüdischen Ärzte wurden mit „J“ gekennzeichnet.
Die Ärztliche Bezirksvereinigung Bremen hat dazu geschwiegen, dass ihr Mitglied Adolph Goldberg am 10. November 1938 von Männern der SA-Standarte 411 ermordet wurde, welcher der Arzt Ludwig Stoess (1878–1948) aus Bremen-Lesum als Sturmführer angehörte.

#### Beteiligung an den NS-Krankenmorden und Zwangssterilisierungen
Die Morde und Sterilisierungen waren von der Gesundheitsbehörde angeordnet worden, die dem Innensenator unterstand (bis 1937 Theodor Laue, 1938–44 Hans-Jochen Fischer) – indirekte und direkte Beihilfe leisteten der „Kommissar für das Gesundheitswesen“ Senator Erich Vagts (1933–1940 ??) und der „Kommissar für die ärztlichen Organisationen Bremens“ (seit 30. April 1938 Karl-Heinrich Schubert, Präsident der Reichsärztekammer Ärztliche Bezirksvereinigung Bremen). Alle beteiligten Ärzte gehörten der Reichsärztekammer Ärztliche Bezirksvereinigung Bremen an.
Die Präsidenten der Bremer Gesundheitsbehörde waren bis 1936 Hermann Brauneck, 1936–1940 Fritz Kortenhaus und 1940–1945 Hellmut Wex, ihre ausführenden Organe waren u. a. die Gesundheitsämter, die rassenhygienische Abteilung und das Erbgesundheitsgericht.
Dem Erbgesundheitsgericht in Bremen gehörten 1933 unter dem Vorsitz von Richter Wilhelm Bolland (NSDAP) folgende Ärzte an: Amtsarzt Hermann Brauneck (NSDAP) (Stellvertreter: Fritz Kortenhaus), Friedrich-Karl Walter (Chef der Nervenklinik Ellen, nicht-NSDAP), Theodor Steinmeyer, Amtsarzt Fritz Schomburg (NSDAP vor 1933), Allgemeinarzt Erich Ertl (NSDAP vor 1933). Schomburg leitete die rassenhygienische Abteilung und ab 1933 eine Sterilisierungskommission beim Gesundheitsamt. Zwangssterilisationen beantragten u. a. die folgenden Ärzte: Teichmann aus Oberneuland, Bolte aus Bremerhaven, Medizinalrat Nordkemper, Amtsarzt Otto Rogal, Amtsarzt Otto Schwarz, Amtsarzt Karl Gerald.
An den Krankenmorden aktiv beteiligt waren die folgen Bremer Ärzte:
SA-Obersturmbannführer Walter Kaldewey als Gutachter bei T4-Aktionen, ab 1939 Chefarzt der Nervenklinik Ellen (Nachfolger von Theodor Steinmeyer), und der dortige Oberarzt Fritz Kraus(SA)- dieser war nach 1945 in Amt und Würden- u. a. durch Selektion von Patienten der Nervenklinik Ellen für Transporte in Tötungsanstalten.
Die Ärztliche Bezirksvereinigung Bremen wurde zusammen mit der Reichsärztekammer 1945 von der US-Besatzungsmacht aufgelöst.

### Organisatorische Entwicklung nach 1945
Am 29. September 1945 wurde der Ärztliche Verein zu Bremen von 1832 neu gegründet. Kurz zuvor hatte sich unter der Bezeichnung Ärztekammer Bremen als privatrechtlichen Verein ein Ausschuss zur Regelung ärztlicher Interessen gebildet, ihm gehörten an: Karl Stade, Alexander Lehmann, Walter Ebel, Friedrich Fölsch, Karl König, Hugo Kretschmann, Heinrich Mindermann, Waldemar Rusche und Emil Zimmermann. Im Januar 1948 fand die erste Vollversammlung aller Bremer Ärzte statt, die für die Schaffung einer öffentlich-rechtlichen Körperschaft mit Pflichtmitgliedschaft plädierte. Diese Rechtsform wurde von der US-amerikanischen Militärbehörde untersagt; die „Kammer“ durfte nur privatrechtlich als Verein agieren (geleitet von Bernhard Noltenius von 1948 bis 1955, bzw. von Emil Zimmermann von 1955 bis 1958). Erst am 1. Juli 1959, als in Bremen das Gesetz über Berufsvertretung und Berufsgerichtsbarkeit der Ärzte, Zahnärzte, Tierärzte und Apotheker (kurz: Heilberufsgesetz) in Kraft trat, wurde die Ärztekammer Bremen zu einer Körperschaft des öffentlichen Rechts mit Pflichtmitgliedschaft für alle berufstätigen Ärztinnen und Ärzte im Land Bremen. Zum ersten Präsidenten wurde am 12. Dezember 1959 der Frauenarzt Oskar Korthauer gewählt, er amtierte bis 1971. Auf ihn folgten bis 1975 der praktische Arzt Friedrich Lienhoop, Karsten Vilmar (1976–1996), Ursula Auerswald (1996–2004), Klaus-Dieter Wurche (2004–2012), Heidrun Gitter (2012–2021), Johannes Grundmann (2021–2024) und Christina Hillebrecht (seit 2024).
Es wurde ein ärztliches Versorgungswerk als rechtlich unselbständiger Teil der Ärztekammer Bremen gegründet (Versorgungswerk der Ärztekammer Bremen), das am 1. Januar 1967 seine Tätigkeit aufnahm.
Während 1959 noch ca. 800 berufstätige Ärztinnen und Ärzte in der Ärztekammer Bremen waren, stieg ihre Zahl 1961 auf 1025 (davon 12 % weiblich), 2009 auf 4361 (42 % davon weiblich) und heute (2023) auf über 5000 Mitglieder, davon sind 47,2 % Frauen. Präsident 2024 ist Christina Hillebrecht, Vizepräsidentin ist Bettina Rakowitz.

## Publikationsorgan
- 1919 (1. Jahrgang)-1933 (14. Jahrgang): Bremer Aerzteblatt. Halbmonatliche Mitteilungen für die Aerzte des bremischen Staatsgebiets und seiner Umgebung. Organ der aerztlichen Standesvertretung [das von Bernhard Noltenius gegründete Mitteilungsblatt des Ärztevereins zu Bremen]

- 1934–1941 Ärzteblatt für Niedersachsen (1942–1947 nicht erschienen) der Landesstelle Niedersachsen der Kassenärztlichen Vereinigung Deutschlands und der Ärztekammer Niedersachsen, mit den Rubriken Mitteilungen der Ärztlichen Bezirksvereinigungen, der Privatärztlichen Verrechnungsstellen (Verwaltungsstellen der RÄK) und der Bezirksstellen der KVD in Niedersachsen und Mitteilungen der Reichsärztekammer, Ärztekammer Niedersachsen und der Kassenärztlichen Vereinigung Deutschlands, Landesstelle Niedersachsen

- 1948 Bremer Ärzteblatt [als Mitteilungsblatt der Bremer Ärzteschaft von Bernhard Noltenius am 1. September 1948 neu herausgegeben]

- 1960: Bremer Ärzteblatt. Monatsschrift der Bremer Ärzteschaft. Mitteilungsblatt für das Gesundheitswesen im Lande Bremen. Herausgegeben im Auftrag der Landesärztekammer

- 1996: Bremer Ärztejournal. Mitteilungsblatt der Ärztekammer Bremen und der Kassenärztlichen Vereinigung Bremen

- 2014: KONTEXT. Offizielles Mitteilungsorgan der Ärztekammer Bremen